# Igreja Evangélica Reformada de Myanmar
A Igreja Evangélica Reformada de Myanmar (em inglês: Reformed Evangelical Church of Myanmar ) é uma denominação reformada, presbiteriana, confessional e calvinista  em Myanmar. Foi fundada em 1992, pelo Rev Dr. Thang Bwee.

## História
Em 1992, o  Rev. Dr. Thang Bwee fundou a Igreja Evangélica Reformada de Myanmar. A partir do seu crescimento, a denominação se espalhou pelo estado de Chin. Em 2010, era formada por 40 igrejas e 7.000 membros.

## Doutrina
A igreja é evangélica e confessa a Inerrância bíblica, tendo a Bíblia como regra infalível de fé e prática, rejeita assim a Teologia liberal. Além disso, a igreja subscreve: a Confissão de Fé de Westminster, o Breve Catecismo de Westminster e Catecismo Maior de Westminster. A denominação se opõem a ordenação de mulheres.

## Relações inter eclesiásticas
A denominação é membro da Fraternidade Reformada Mundial e da Fraternidade das Igrejas Presbiterianas e Reformadas em Myanmar.
Além disso, possui forte relacionamento com a Igreja Presbiteriana da Austrália.